# Commandos Strike at Dawn
Commandos Strike at Dawn is een Amerikaanse oorlogsfilm uit 1942 onder regie van John Farrow. Destijds werd de film in Nederland uitgebracht onder de titel Zij kwamen… bij dageraad.

## Verhaal
De Noorse weduwnaar Eric Toresen sluit zich aan bij het verzet, wanneer de nazi's zijn vissersdorp binnenvallen. Als hij een belangrijke nazi vermoordt, moet hij vluchten naar Groot-Brittannië. Hij leidt enkele Britse Commando's naar een geheime luchtmachtbasis, die de nazi's bouwen voor de kust van Noorwegen.

## Rolverdeling
| Acteur           | Personage        |
| ---------------- | ---------------- |
| Paul Muni        | Eric Toresen     |
| Anna Lee         | Judith Bowen     |
| Lillian Gish     | Mevrouw Bergesen |
| Cedric Hardwicke | Admiraal Bowen   |
| Ray Collins      | Johan Bergesen   |
| Robert Coote     | Robert Bowen     |
| Rosemary DeCamp  | Hilma Arnesen    |
| Alexander Knox   | Duitse kapitein  |
| Elisabeth Fraser | Anna Korstad     |
| Richard Derr     | Gunnar Korstad   |
| Erville Alderson | Johan Garme      |
| Barbara Everest  | Mevrouw Olav     |
| Rod Cameron      | Predikant        |
| Louis Jean Heydt | Karl Arnesen     |
| George Macready  | Schoolmeester    |